# 德姆其格·莫洛姆扎木茨
德姆其格·莫洛姆扎木茨（羅馬化：Demshigiyn Molomjamts，1920年—），出生于今蒙古国中戈壁省巴彦扎尔格朗县，蒙古族，曾任蒙古人民革命党中央政治局委员、党中央书记。

## 生平
1920年，莫洛姆扎木茨生于中戈壁省巴彦扎尔格朗县。1938年至1940年，在乌兰巴托财经学校学习。毕业后，到苏联伊尔库茨克财经学院学习。1946年归国后，出任财政部副部长。1947年加入蒙古人民革命党。1954年蒙古人民革命党十二大起，当选为历届中央委员。1948年，任财政部部长。1957年，任部长会议副主席。同年，在蒙古人民革命党十二届六中全会上，当选为中央政治局侯补委员。 1959年蒙古人民革命党十三届四中全会起，当选为历届中央政治局委员。 1964年蒙古人民革命党十四届六中全会起，当选为历届中央书记。1959年至1965年，任部长会议第一副主席。1959年4月，兼任国家计划委员会主席。1963年至1965年，任部长会议经济合作委员会主席、驻经互会常任代表。1965年5月起，专事党务工作。
1958年，蒙古人民共和国部长会议副主席莫洛姆扎木茨率蒙古政府经济代表团访问中华人民共和国。1958年12月至1959年1月，先后访问北京市、上海市、杭州市等地。1960年，《中华人民共和国和蒙古人民共和国通商条约》签订，中华人民共和国主席特派中华人民共和国对外贸易部部长叶季壮、蒙古人民共和国大人民呼拉尔主席团特派蒙古人民共和国部长会议第一副主席德·莫洛姆扎木茨议定并签字。
1984年8月23日，蒙古人民革命党中央委员会举行第八次非常会议，决定解除68岁的泽登巴尔的蒙古人民革命党中央委员会总书记和政治局委员职务，并且选举58岁的政治局委员、部长会议主席巴特蒙赫为新任总书记。同日，蒙古大人民呼拉尔举行非常会议，决定解除泽登巴尔的大人民呼拉尔主席团主席（即国家元首）职务。蒙古人民革命党中央政治局委员莫洛姆扎木茨在蒙古人民革命党中央全会上发表的讲话称：“泽登巴尔同志的健康状况使他不可能继续担任党中央总书记的工作。”向中央全会提出解除其职务的建议是“征得他本人同意的。”